# Dimasta miš
Dimasta miš (znanstveno ime Apodemus agrarius) spada v družino miši, voluharice in hrčki (Muridae). Na zgornjem delu hrbta ima rumenkasto ali rdečerjavego progo, spodaj je svetlejša. Rep je skoraj gol in krajši kot telo.
Za dimasto miš je najbolj značilna temna, približno 4 mm široka vzdolžna proga sredi hrbta. Za razliko od drugih miši se ne prehranjuje z zelenimi deli rastlin, popkov, poganjkov, vendar le s semeni in plodovi, zato spomladi v glavnem živi le od živalske hrane, včasih se loti tudi žab.
Življenjski prostor so predvsem predeli južne in vzhodne Evrope, Alpe in severna Nemčija. Zadržuje se na gozdnih robovih, v grmovjih, na poljskih mejah, v parkih, vrtovih in obrežjih rek. Zime pogosto preživijo v hlevih in skednjih, v gorah živijo do 900 m nadmorske višine.
Aktivna je podnevi. Teče zelo hitro, pogosto pleza po vejevju ali koplje plitve rove. Živi v manjših družinskih tropih.
Je vsejed; prehranjuje se predvsem semena, plodovi, žuželke, mehkužci in mrhovina.